# Окуловка
Окуловка (на руски: Оку́ловка) е град в Русия, административен център на Окуловски район, Новгородска област. Населението на града през 2010 година е 12 242 души.

## История
Селището получава статут на град през 1965 година.

## География
Градът е разположен в Северозападна Русия. Намира се на брега на река Перетна, на Валдайското възвишение, на 140 километра източно от Велики Новгород. Жп гарата на града се намира на линията Санкт-Петербург - Москва (създадена през 1851 г.).

## Население
| Година    | 1897 | 1959   | 1979   | 1989   | 2002   | 2005   | 2006   | 2007   | 2008   |
| Население | 1716 | 19 000 | 19 300 | 16 967 | 14 470 | 13 737 | 13 412 | 13 056 | 12 799 |